# El Mal Cau
El Mal Cau és una serra situada al municipi de Castellfollit del Boix, a la comarca del Bages, amb una elevació màxima de 834 metres.